# Juliusz Wątroba
Juliusz Wątroba (ur. 12 kwietnia 1954 w Rudzicy) – polski literat, poeta, prozaik, satyryk, felietonista, autor tekstów pieśni, piosenek i musicali, spektakli oraz kabareciarz. Wieloletni członek Związku Literatów Polskich. Absolwent Politechniki Łódzkiej. 

## Publikacje książkowe
1. Chwila przemienienia 1983
2. Przypływ niepokoju 1987
3. Pora na Amora 1991
4. Zamyślenia 1992
5. Pegazki 1992
6. Zanim rzucicie kamienie 1993
7. Czas błazna 1993
8. Kołysani gondolami 1994
9. Migawy 1994
10. Jasność pomroczna 1995
11. Przebłyski 1996
12. Wyskoki 1996
13. …że aż strach 1997
14. Nie-do-mówienia 1997
15. Rysy1997
16. Fikołki 1997
17. Między wierszami 1999
18. Śmiech przez bzy 2000
19. To było wczora 2001
20. Ślady na wietrze 2001
21. (B)łaźnia publiczna 2001
22. Nieboskłon 2003
23. Robaczki święto drańskie 2004
24. …i-granie z czasem 2004
25. Żyć nie uwierać 2006
26. Herbowizna 2008
27. Spłyń do nas kolędo 2008
28. Bar-o-metr 2008
29. Oddechy Der Atem 2011
30. Błekity 2012
31. Wprawo, czyli w lewo 2012
32. Jeszcze jeden cud 2013
33. Kryształ 2013
34. Po skarb z busolą słońca 2014
35. Skrzeczywistość 2014
36. Turkucie spod ladki 2014
37. Tajemnice 2015
38. Wczora była niedzieliczka 2015
39. Od nocy do świtu 2015
40. W Świerkowym Gaju 2015
41. Szczęśliwa Miłość Samosiejką. Lots OF Love 2015
42. Mrówki far(m)a(z)ona 2016
43. Bliskość oddaleń 2016
44. Krzesany światłem 2017
45. Oddech Żywiołów 2018
46. Pospiesznym do miłości 2019
47. Insek-ciki 2019
48. Karaluszki do poduszki 2019